# Farcidura
La farcidura del país de Tula o, simplement, farcidura, és una especialitat culinària tradicional originària de Corresa a base de patata. El seu nom està compost de l'arrel farci-, de farcir (del llatí:farcire, amb el mateix significat en occità que en català) o farça (igual en català que en occità), i de -dura, que pot semblar que vulgui dir que la farça és dura però no ho és, sinó que es tracta d'una desinència més o menys equivalent al -ada català de les butifarrades, cargolades i calçotades, per exemple. Les farcidures es fan amb patata ratllada i escorrida, amb la qual es formen mandonguilles que es farceixen d'una nou de farça composta de llard, all i julivert i es couen llargament en brou. Poden contenir altres ingredients en petites quantitats, com fulles de bleda, agrella o cibulet trinxat. La farça es pot enriquir amb una petita quantitat de cansalada, botifarra o carn picada. El brou en principi és de carn però, en males èpoques, els més pobres n'havien menjat en aigua bullent amb un all i una ceba. Abans de l'arribada del cultiu de la patata es feien amb pa.
El seu aspecte és gelatinós, més aviat translúcid i d'un color que tira a grisós. El llard de l'interior, en coure, es fon, per la qual cosa la farça en general no és visible, llevat que hom hagi afegit un bocí de cansalada. Es mengen sense el suc de cocció, com a acompanyament de carns (porc, ànec, etc.) o amb els ingredients amb els quals s'ha fet coure el brou, el que en certa manera pot recordar alguns l'escudella i carn d'olla amb la seva pilota.

## On menjar farcidures
L'origen del plat és molt humil, però en l'actualitat se sol associar a un plat de diumenge o de festa. Les famílies i la majoria de restaurants les demanen per encàrrec al xarcuter de confiança, que les fa artesanalment i només sota comanda. És gairebé impossible de menjar-les fora del país.
Un dels motius és potser la preparació, que és llarga -pot ser d'unes tres hores, entre fer el brou i coure les farcidures- i que amb el temps ha esdevingut relativament complexa, d'una banda el brou -com passa amb l'escudella o els canelons de Sant Esteve- es fa ara amb molts ingredients i que es couen llargament, cosa a la qual modernament ja no estem acostumats. D'altra banda, hi ha el problema que cal tenir un ratllador adient. El ratllador per a farcidures té els forats rodons i envoltat de punxes cap enfora, semblants als usats per a ratllar formatge o nou moscovada, però són d'una mida força més gran. Les famílies els passen de mares a fills, ja que avui en dia ja no es fabriquen. Només es poden trobar a quincalleries o, amb sort, a mercats populars de coses de segona mà.

## Altres farcidures
Al Llemosí hi ha vuit preparacions culinàries tradicionals que duen el sobrenom de farcidures del lloc X. Algunes s'assemblen una mica entre elles i d'altres gens. N'hi ha que són fetes amb carn embolicada en col, d'altres amb patata, etc. L'únic punt en comú és el fet de formar cilindres, boletes o farcellets i de contenir alguna mena de farça, encara que sigui, com a les farcidures de Tula, molt minsa.
L'única farcidura de la qual no cal especificar-ne la vila d'origen és la farcidura de Tula. Totes les altres, s'han d'especificar, i sovint tenen també un altre nom alternatiu. N'és un exemple la farcidura de Briva, més coneguda com a mica o farçum. Un altre n'és la farça-dura (i no farcidura) de la Baixa Corresa, una mandonguilla feta amb cereals (froment i de vegades altres), que es deixa llevar com un pa i es cou en un brou simple de petit salé (carn conservada salada, que cal dessalar) i de vegades també amb verdures. A Santria hi ha una variant de les farcidures que es diu 'pola sens òs o colombeta ('pollastre sense os') són mandonguilles de farina que es couen en brou, es barregen amb patata ratllada i es rosteixen al forn. La farcidura de Trenhac es coneix també amb el nom de monasson ('mounassou' en francès). http://lemovica.free.fr/bouligourecettes.html
A la cuina tradicional de Baviera (Alemanya) les carns també es poden acompanyar d'une grans boles de puré de patata.

## Les farcidures com a símbol identitari
Les farcidures han esdevingut un símbol identitari i d'orgull a Corresa i el Llemosí. Hi ha un nombre creixent de confraries de "menjadors de farcidures" (per exemple, a Champanhac la Noalha, etc.), els llemosins s'ajunten a les xarxes socials d'internet en noms que fan referència a les farcidures, es refereixen a ells mateixos com a menjadors de farcidures, etc.